# Sköllersta
Sköllersta – miejscowość (tätort) w Szwecji, w regionie administracyjnym (län) Örebro, w gminie Hallsberg.
Według danych Szwedzkiego Urzędu Statystycznego liczba ludności wyniosła: 1079 (31 grudnia 2015), 1091 (31 grudnia 2018) i 1096 (31 grudnia 2019).